# Juegos de bate y pelota

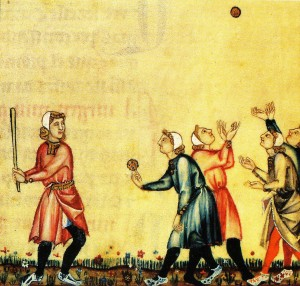
Jóvenes jugando al bate y la pelota en un manuscrito del siglo XIII de las Cantigas gallegas de Santa María.

Los juegos de bate y pelota (o juegos de refugio seguro) son juegos de campo jugados por dos equipos opuestos, en los que la acción comienza cuando el equipo defensor lanza una pelota a un jugador dedicado del equipo atacante, que intenta golpearla. con un bate y correr entre varias áreas seguras en el campo para anotar carreras (puntos), mientras que el equipo defensor puede usar la pelota de varias maneras contra los jugadores del equipo atacante para obligarlos a salir del campo cuando no están en zonas seguras, y así evitar que sigan anotando. Los juegos modernos de bate y pelota más conocidos son el cricket y el béisbol, con raíces comunes en los juegos del siglo XVIII que se jugaban en Inglaterra .
Los equipos alternan entre el rol de "bateo" (ofensivo), a veces llamado "dentro al bate" o simplemente adentro, y "fildeador" (rol defensivo), también llamado "fuera en el campo" o fuera . Solo el equipo de bateo puede anotar, pero los equipos tienen las mismas oportunidades en ambos roles. El juego se cuenta en lugar de cronometrado. La acción comienza cuando un jugador del equipo de campo pone la pelota en juego con un lanzamiento cuya restricción depende del juego. Un jugador del equipo de bateo intenta golpear la pelota lanzada, comúnmente con un "bate", que es un palo regido por las reglas del juego. El bateador generalmente tiene la obligación de golpear ciertas bolas que se lanzan dentro de su alcance (es decir, bolas dirigidas a un área designada, conocida como wicket ), y debe golpear la bola para que no sea atrapada por un fildeador antes de que rebote. Después de golpear la pelota, el bateador puede convertirse en un corredor que intenta llegar a un refugio seguro o "base"/" terreno ". Mientras está en contacto con una base, el corredor está a salvo del equipo de campo y en posición de anotar carreras. Dejar un refugio seguro pone al corredor en peligro de ser puesto fuera (eliminado). Los equipos cambian de roles cuando el equipo defensivo elimina a suficientes jugadores del equipo de bateo, lo que varía según el juego.
En el béisbol moderno, los fildeadores eliminan tres jugadores . En el cricket, "despiden" a todos los jugadores menos a uno, aunque en algunas formas de cricket, también hay un límite en la cantidad de entregas legales que el equipo de campo debe realizar, de modo que puedan convertirse en el equipo de bateo sin sacar a nadie. En muchas formas del béisbol estadounidense temprano (town ball), un sencillo terminaba la entrada. Algunos juegos permiten múltiples corredores y otros tienen múltiples bases para correr en secuencia. Se puede batear y comenzar a correr (y potencialmente terminar) en una de las bases. El movimiento entre esos "refugios seguros" se rige por las reglas del deporte en particular. El juego termina cuando el equipo perdedor ha completado un cierto número de entradas (turnos de) bateo).
Algunos de los juegos de bate y pelota no incluyen bates, sino que el bateador usa su cuerpo para golpear la pelota (Kickball). Otras variaciones le dan al bateador la posesión de la pelota al comienzo de cada jugada, eliminando el papel del equipo defensivo en el inicio de la acción.

## Tipos de juegos de bate y pelota
Los juegos de bate y pelota son muy diferentes entre sí. Por ejemplo, un partido de críquet suele anotar más puntos que docenas de partidos de béisbol juntos, y mientras que un partido de críquet T10 suele durar 90 minutos, un jugador de críquet Test puede batear durante horas y días. En general, la mayoría de los juegos de bate y pelota pueden clasificarse como béisbol o críquet, y muchos tienen una estructura similar:
- Un juego similar al béisbol: el bateador debe generalmente "poner la pelota en juego" bateándola, normalmente dentro de un área confinada (t. е. "territorio despejado") del campo de juego antes de que pueda eludir las distintas zonas seguras.[21][22] En muchas situaciones, los corredores (incluido el bateador) son "forzados" a avanzar a la siguiente base segura, y los corredores son eliminados cuando un oponente con la pelota toca la base a la que son forzados a avanzar antes de que lleguen a ella, o los toca antes de que estén a salvo. Se anota una carrera cuando el corredor alcanza la última base, que suele ser la cuarta base,[23][24] tras lo cual el corredor abandona el campo hasta su siguiente out como bateador inicial.
- Juegos similares al críquet: la pelota está en juego después de un saque, independientemente de si se golpea o no, es decir, se pueden anotar puntos después de cada saque.[25] Se concede un punto cada vez que un bateador alcanza un lugar seguro distinto del último en el que se encontraba,[26] y hay dos lugares seguros, aunque las reglas suelen requerir que dos bateadores lo hagan (cruzándose) para anotar un punto. Los jugadores del equipo de bateo son eliminados cuando la pelota toca el wicket en una zona segura en la que no hay ningún bateador presente.